# Pekka Akimov
Pekka Akimov (* 19. Januar 1885 in Viipuri; † 4. August 1956 in Helsinki) war ein finnischer Komponist, Dirigent und Musikpädagoge. Sein ursprünglicher Name lautete Pjotr Wassiljewitsch Akimow. Er verwendete auch den Namen Peter Akimow und das Pseudonym Pekka Attinen.

## Leben und Werk
Pekka Akimov absolvierte zunächst von 1904 bis 1906 in Sankt Petersburg, von 1906 bis 1908 in Leipzig und von 1908 bis 1910 am Kaiserlichen Elektrotechnischen Institut von Alexander III ein technisches Studium (Elektrotechnik). Auf Drängen von Alexander Glasunow trat er 1910 in das Sankt Petersburger Konservatorium ein und studierte bis 1915 bei Glasunow. Bereits während seines Studiums begann er an diesem Konservatorium Musiktheorie und später Harmonielehre und Instrumentierung zu unterrichten. 1917 verlieh ihm die Russische Musikgesellschaft den Titel Professor. 1929, ähnlich wie sein Lehrer Alexander Glasunow von den politischen Kämpfen im Konservatorium ermüdet, kehrte er in seine Heimatstadt Viipuri zurück, wo er am Musikinstitut als Lehrer wirkte. 1937 zog er dann nach Helsinki. In Helsinki gab er Privatunterricht in Komposition und Mathematik. Zudem unterrichtete er seit 1940 Musiktheorie am Orthodoxen Priesterseminar der Stadt. Er verdiente auch Geld durch Musikmachen in Restaurants. 1951 bewarb er sich auf die vakante Stelle des Professor für Komposition an der Sibelius Akademie, die er jedoch nicht erhielt. Bekannte Schüler von Pekka Akimov waren Tauno Marttinen, Ahti Karjalainen und Lauri Saikkola.
Pekka Akimov schrieb sowohl weltliche als auch orthodox-geistliche Musik. Für Filmmusik und für Kirchenmusik verwendete er das Pseudonym Pekka Attinen. Er schrieb Musik für neun Filme, die er selbst oft dirigierte.
Pekka Akimov veröffentlichte ein Lehrbuch über Akkorde.
Der in der Sowjetunion und in seiner Heimatstadt Viipuri angesehene Musikpädagoge und Musiktheoretiker Pekka Akimov wurde nach seiner Umsiedlung nach Finnland in der Sowjetunion zur unerwünschten Person. Seine musikpädagogischen Erfolge wurden verdrängt und zunichtegemacht. Umgekehrt wurde er in Finnland zum Russen abgestempelt und systematisch in seiner musikalischen Karriere behindert und limitiert.
Pekka Akimov wurde auf dem orthodoxen Friedhof in Helsinki beigesetzt.